# Jan Komasa
Jan Tadeusz Komasa (Poznań, 28 ottobre 1981) è un regista e sceneggiatore polacco.
Il suo film Corpus Christi è stato candidato all'Oscar al miglior film straniero nel 2020.

## Biografia

### Famiglia e formazione
Jan è cresciuto a Varsavia, dove la famiglia si era trasferita nel 1988 dopo che il padre, l'attore teatrale Wiesław Komasa, vi aveva ricevuto una cattedra all'Accademia nazionale d'arte drammatica. Insieme ai suoi fratelli (Szymon Komasa, un basso-baritono diplomato alla Juilliard e alla Guildhall School of Music di Londra, la cantante Mary Komasa, moglie del compositore Antoni Komasa-Łazarkiewicz, e la costumista Zofia Komasa) si avvicina al cinema già da bambino recitando in programmi e film televisivi, anche a causa dell'attività di sua madre Gina come direttrice del reparto di intrattenimento della TV polacca e del Festival della canzone di Sopot.

### Carriera
A 22 anni, col suo cortometraggio di laurea della Scuola nazionale di cinema, televisione e teatro Leon Schiller di Łódź ha vinto il 3º premio della sezione "Cinéfondation" al festival di Cannes 2004. Due anni dopo ha firmato un episodio del lungometraggio collettivo Oda do radości (2005), presentato in concorso ai festival del cinema di Rotterdam e Karlovy Vary.
Ha esordito alla regia di un lungometraggio di finzione a 29 anni con Sala samobójców (2011): film adolescenziale sulla sottocultura emo e i social media, è stato un successo al botteghino, attirando oltre 900 000 spettatori nei cinema polacchi. Komasa stesso è stato premiato ai Polskie Nagrody Filmowe come scoperta dell'anno, mentre il film ha vinto il primo premio al Giffoni Film Festival, al Festival del cinema di Stoccolma ed altri festival europei, venendo anche distribuito negli Stati Uniti.
Ad esso ha fatto seguire nel 2014 un dittico sulla rivolta di Varsavia, composto da Powstanie Warszawskie, un documentario di materiale d'archivio, e il colossal bellico di produzione interamente polacca Miasto 44, che ha impiegato otto anni per essere realizzato, risultando all'uscita uno dei maggiori incassi dell'anno in patria, con oltre 1 700 000 spettatori.
Nel 2019 ha diretto Corpus Christi, presentato in concorso alle Giornate degli autori della Mostra del cinema di Venezia, su di un galeotto devoto che si finge prete in un piccolo villaggio rurale. Il film è risultato nuovamente uno dei maggiori incassi dell'anno in Polonia, con oltre 26 milioni di złoty (più di 7 milioni di dollari) e 1 500 000 spettatori. Ha vinto inoltre tutte e undici le categorie cinematografiche dei Polskie Nagrody Filmowe a cui era candidato, tra cui miglior film, miglior regista e migliore attore protagonista, stabilendo un primato cinematografico nazionale. Nel corso della «stagione dei premi» del 2019–20, ha vinto più di 36 riconoscimenti a 60 diversi festival internazionali, culminando in una candidatura all'Oscar al miglior film straniero giudicata "inaspettata" dalle riviste americane di settore, dato il basso profilo di Komasa al di fuori dalla Polonia. Il film è stato distribuito in totale in 50 Paesi.
Ha quindi diretto un seguito del suo Sala samobójców, The Hater: uscito il 6 marzo 2020, un mese dopo la candidatura agli Oscar di Corpus Christi, con previsioni di 2 000 000 spettatori, ha fatto in tempo a raggiungerne 200 000 prima che il governo chiudesse i cinema come parte del blocco nazionale parziale per fronteggiare lo scoppio della pandemia di COVID-19 in Polonia sei giorni dopo. Il film è stato quindi acquisito da Netflix, che l'ha distribuito in streaming a livello globale.
Komasa farà il suo esordio alla regia di un film in lingua inglese dirigendo Anniversary per la Lionsgate, con Diane Lane e Kyle Chandler nel cast.

## Filmografia

### Cortometraggi
- Fajnie, że jesteś (2003)
- Warszawa, episodio di Oda do radości (2005)

### Lungometraggi
- Spływ – documentario (2007)
- Sala samobójców (2011)
- Miasto 44 (2014)
- Powstanie Warszawskie – documentario (2014)
- Corpus Christi (Boże Ciało) (2019)
- The Hater (Sala samobójców. Hejter) (2020)

### Televisione
- Golgota wrocławska – film TV (2008)
- Krew z krwi – serie TV, 10 episodi (2015)
- Ultraviolet – serie TV, 5 episodi (2017)

### Video musicali
- Lost Me – Mary Komasa (2017)